# Kulturlandschaft Lednice-Valtice

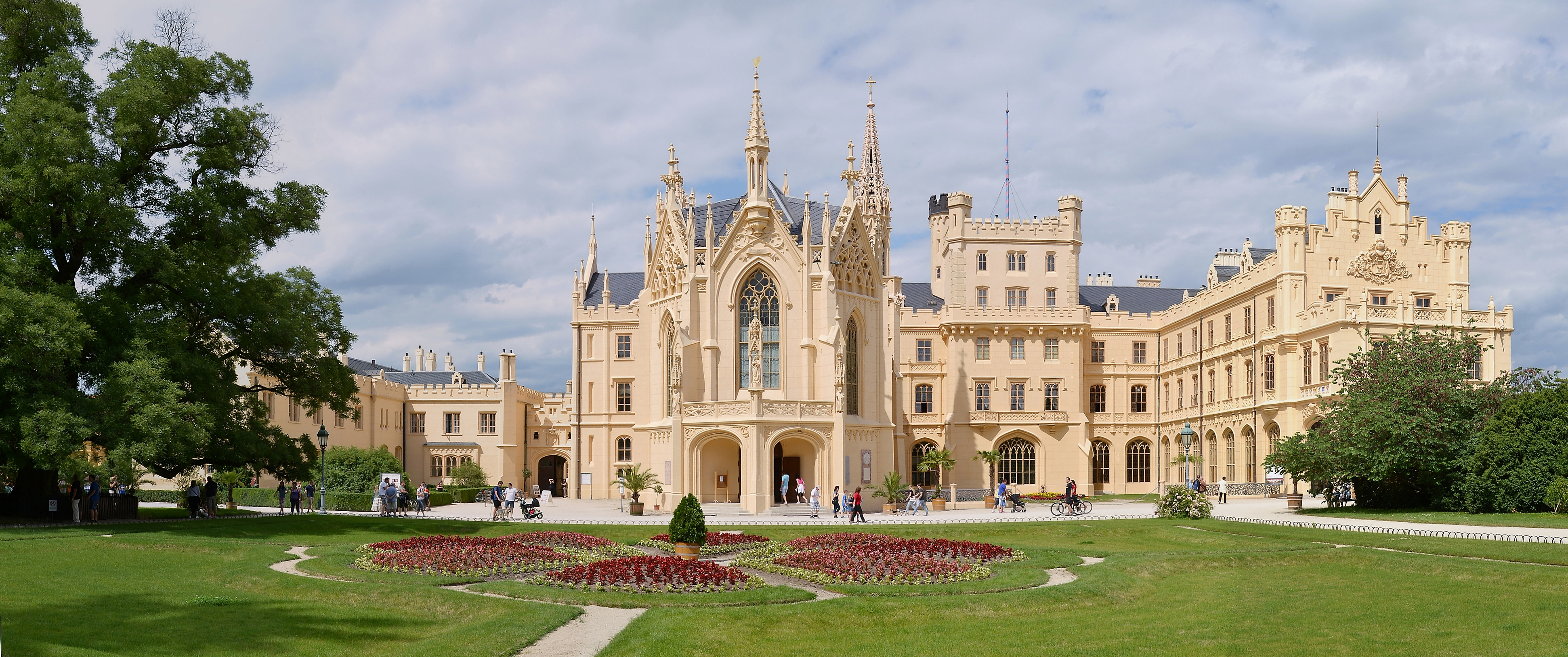
Schloss Eisgrub / Zámek Lednice

Die Kulturlandschaft Lednice-Valtice (tschechisch Lednicko-valtický areál) ist seit Dezember 1996 ein UNESCO-Welterbe in Tschechien.

## Topographie

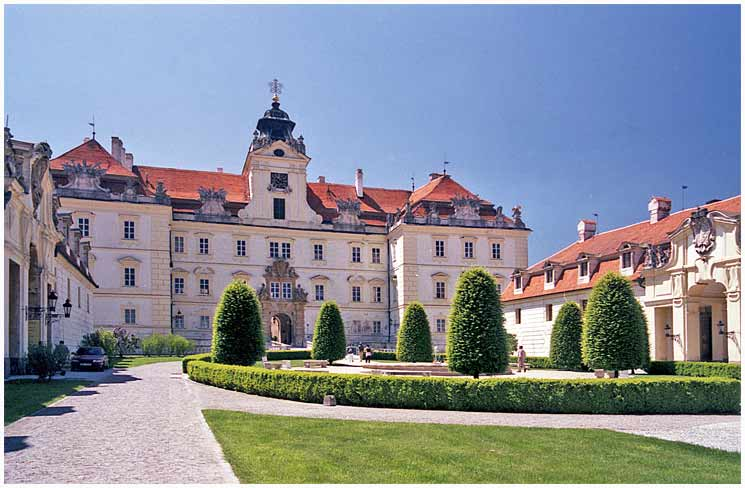
Schloss Feldsberg

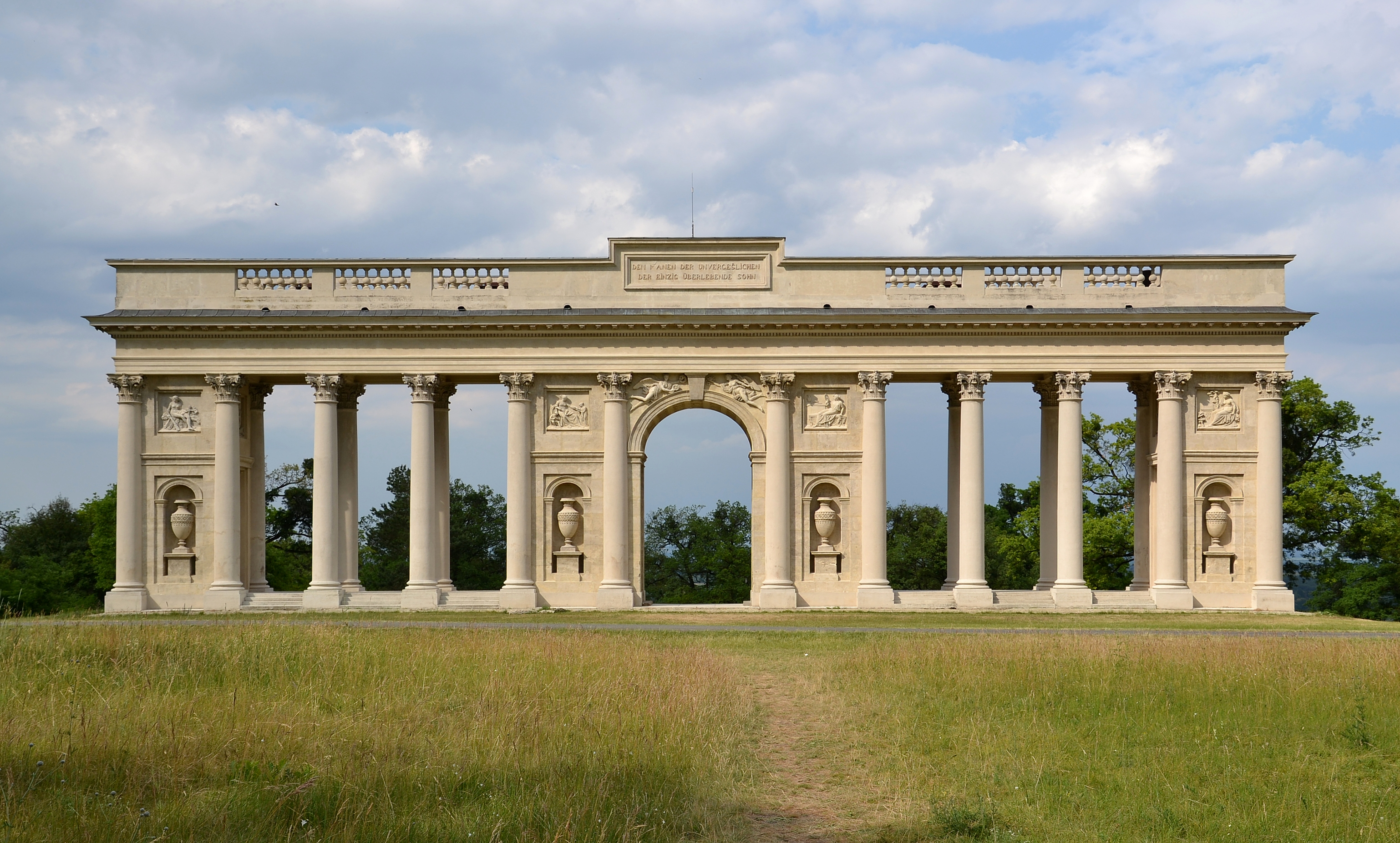
Reistenkolonnade

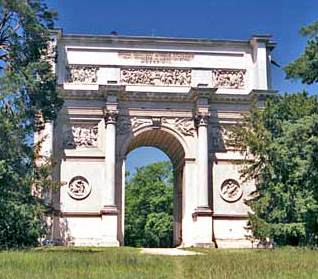
Dianatempel oder Rendezvous

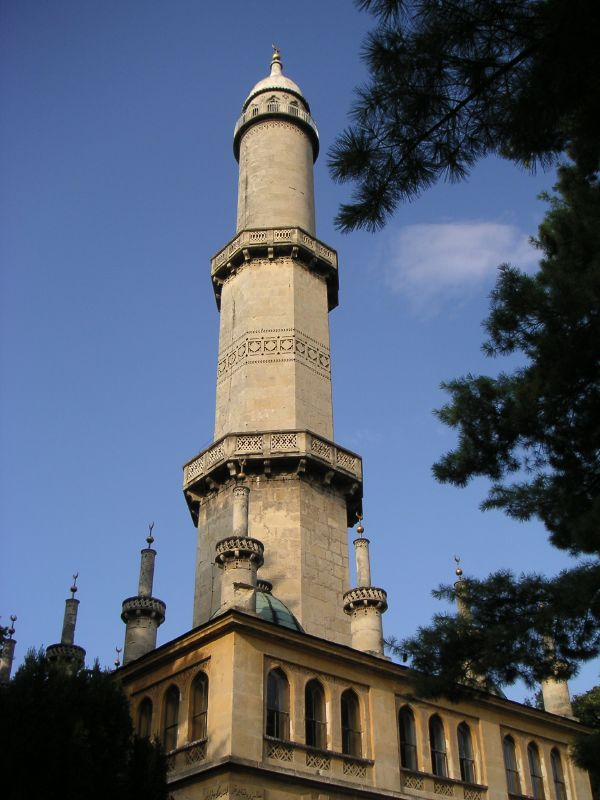
Minarett

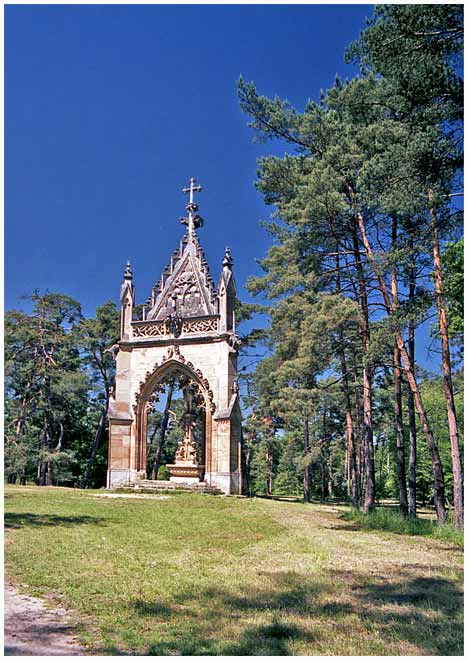
St.-Hubertus-Kapelle

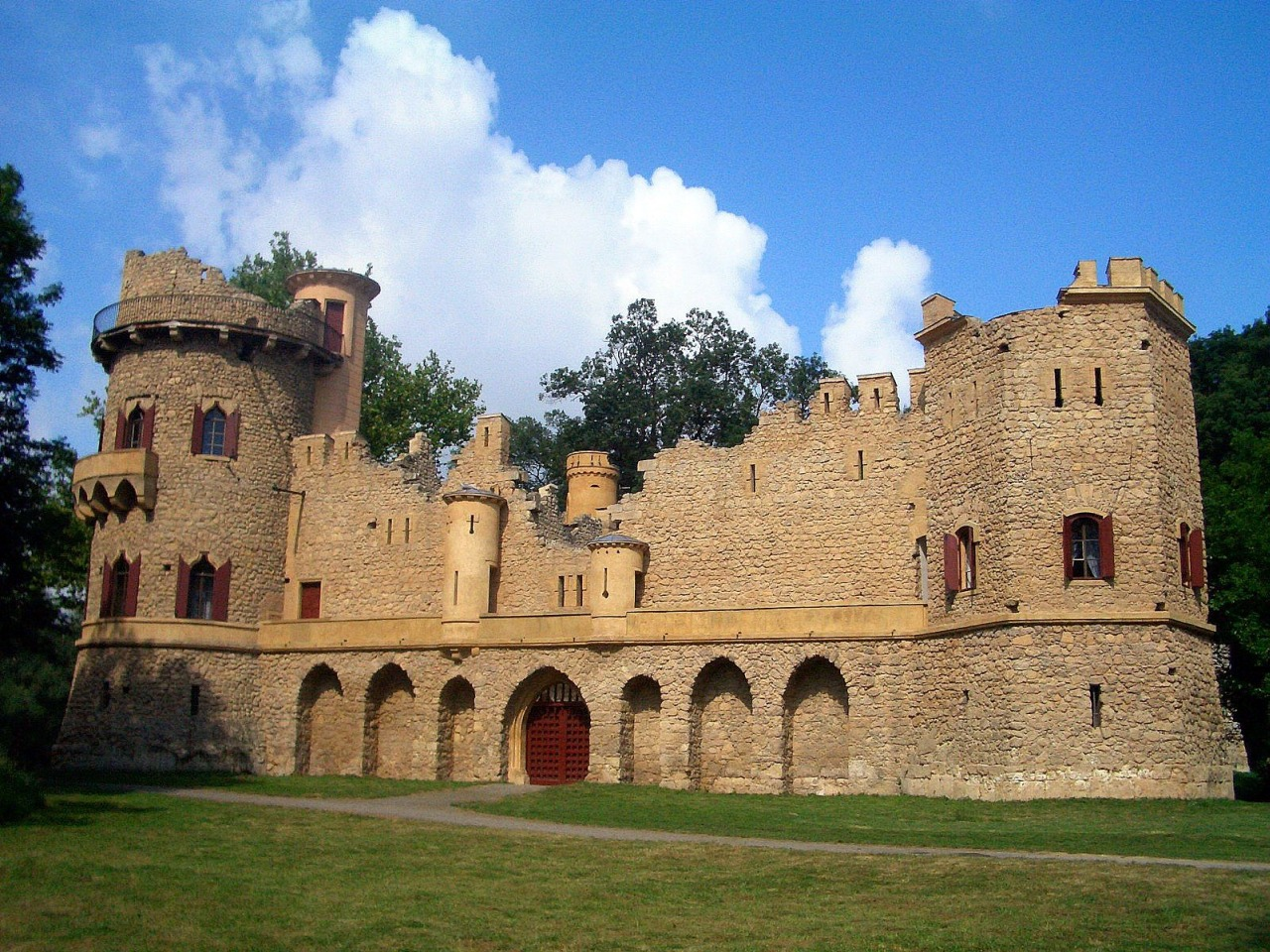
Hansenburg

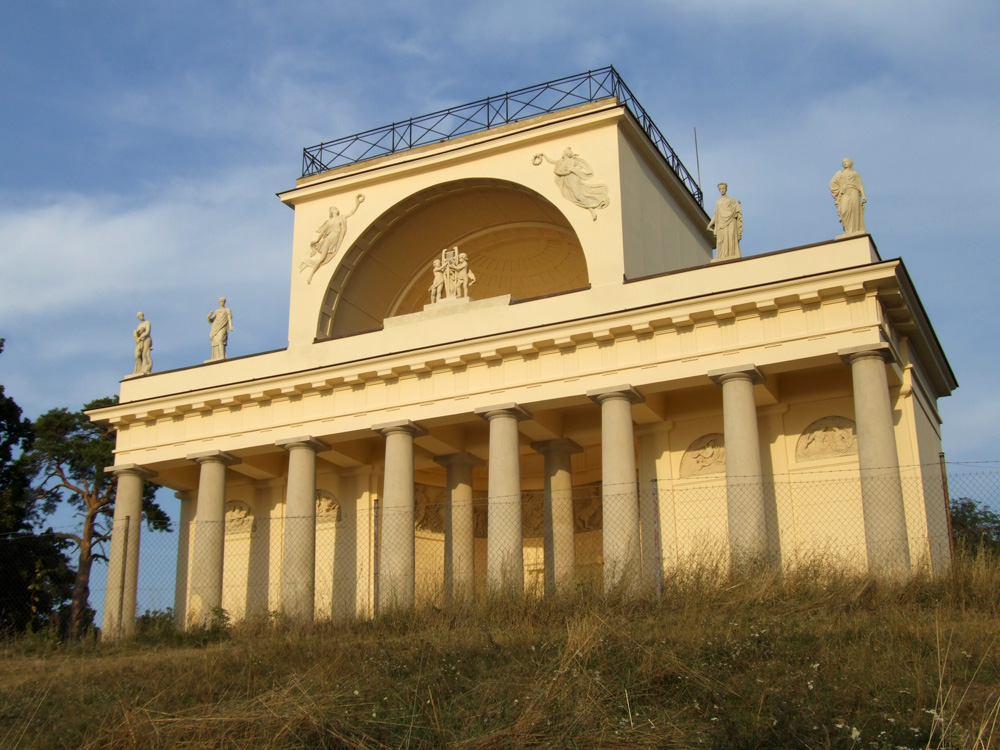
Apollo-Tempel

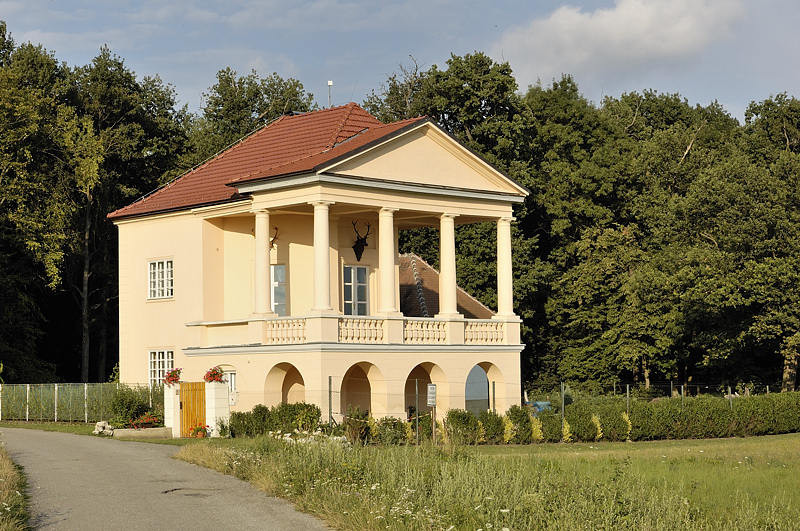
Jagdschlösschen

Die Kulturlandschaft liegt in der Südmährischen Region. Sie ist über große Teile deckungsgleich mit den drei Herrschaften Feldsberg, Eisgrub und Lundenburg, die über viele Jahrhunderte alle drei zum Haus Liechtenstein gehörten.
Die Angaben zu der von der Kulturlandschaft eingenommenen Fläche weichen stark voneinander ab und reichen von 143 km² bis 200 km². Davon sollen etwa 80 bis 100 km² gestaltete Landschaft sein, die übrige Fläche nehmen Wald, landwirtschaftlich genutzte und bebaute Flächen ein. Das als Welterbe geschützte Gebiet umfasst die Gemarkungen von Břeclav (Charvátská Nová Ves, Poštorná), Ladná, Podivín, Valtice (Úvaly), Bulhary, Hlohovec, Lanžhot, Lednice (Nejdek) und Sedlec. Westlich grenzt es an das UNESCO-Biosphärenreservat Dolní Morava (früher Pálava).
Neben den Gemeinden Valtice (Feldsberg) mit Schloss Valtice und Lednice (Eisgrub) mit Schloss Lednice befinden sich in dem Gebiet eine Reihe von Park-Staffagebauten und die Teichanlage Lednické rybníky. Deren vier Teiche wurden ab dem Ende des 14. Jahrhunderts als Fischteiche am Včelínek (Niklasgraben) angelegt. Die Arbeiten dazu zogen sich bis ins 15. Jahrhundert und waren der erste großflächige Eingriff in das Gebiet, das heute die Kulturlandschaft ist. Eine weitere landschaftsbestimmende Maßnahme war die Anlage von zahlreichen Alleen, Jagd- und Sichtschneisen seit der Mitte des 17. Jahrhunderts.

## Geschichte

### Anfänge
Seit 1130 ist das Haus Liechtenstein in Südmähren nachgewiesen. Seit 1379 wurde seine um Feldsberg und Eisgrub bestehende Herrschaft erweitert, im 15. Jahrhundert der Besitz weiter konsolidiert. 1606 errichtete die Familie Liechtenstein einen Familienfideikommiss zu dessen Ausstattung auch Feldsberg und Eisgrub gehörten. Als letztes Gebiet, mit dem die heutige Kulturlandschaft abgerundet wurde, kam 1638 Lundenburg (Břeclav) hinzu.

### Entstehung des Landschaftsparks
Unter Fürst Karl Eusebius von Liechtenstein (1611–1684) entwickelte sich Feldsberg in ein kulturelles Zentrum, in dem zahlreiche Maler, Bildhauer, Architekten und andere Künstler für den Fürsten tätig waren. Er ließ das Schloss zu einer repräsentativen Residenz ausbauen, eine sieben Kilometer lange Allee zwischen den Schlössern Feldsberg und Eisgrub anlegen, ebenso weitere Alleen und ein Wildgehege mit entsprechenden Jagdschneisen. Diese weit gespannten Eingriffe in die Landschaft stellen die ersten Schritte in Richtung der daraus später geformten Kulturlandschaft da. Hinzu traten Gartenanlagen: zunächst in italienischem, später in französischem Stil. Dem Nachfolger, Johann Adam I. Andreas (1657–1712), gelang es trotz der immensen Schulden, die Karl Eusebius zurückließ, die Herrschaft zu stabilisieren und später sogar auszubauen. Er investierte weiter in Kunst und Architektur und ihm gelang es, für eine Reihe von Bauarbeiten Johann Bernhard Fischer von Erlach zu gewinnen. Unter seinem Nachfolger, Anton Florian (1656–1721), wurde bei Schloss Feldsberg der erste große formale Garten des Hochbarock in der späteren Kulturlandschaft angelegt.
Auch die Nachfolger investierten weiter in den Ausbau der Anlagen. Alois I. Joseph von Liechtenstein (1759–1805), wandte sich nach seinem Regierungsantritt 1781 dem englischen Landschaftsgarten zu. Der Park wurde über Alleen in die Landschaft verlängert und das Wasser-Management grundlegend umgestaltet. Dabei wurde die Landschaft fortlaufend auch mit Staffagebauten versehen. Auch der Nachfolger, Johann I. Josef (1760–1836), baute den Landschaftsgarten in der Gartenlandschaft nach englischen romantischen Prinzipien der Landschaftsarchitektur weiter aus, bis schließlich im zweiten Jahrzehnt des 19. Jahrhunderts die „drei liechtensteinischen Dominien zu einem bukolischen Arkadien“ durchgestaltet waren. Das 1827 fertiggestellte Grenzschloss war dann die letzte größere Ergänzung der Parkanlage. Damit repräsentierte der jeweilige Fürst von Liechtenstein und wollte zeigen, dass er an der Spitze der Land- und Forstwirtschaft sowie des Gartenbaus stand.

### 19. und 20. Jahrhundert
Im Folgenden wurden noch Veränderungen vorgenommen, die zum Teil geändertem Geschmack geschuldet waren – so etwa der Umbau des Schlosses Eisgrub in neugotischem Stil – oder die sich aus der technischen Entwicklung ergaben, wie der Anschluss an die Eisenbahn. Fürst Alois II. Josef setzte für die Kaiser Ferdinands-Nordbahn eine Streckenführung über Lundenburg (Břeclav) durch. Die Strecke zwischen Wien und Brünn wurde am 7. Juli 1839 eröffnet. Seit 1901 hat Lednice einen Bahnanschluss an der Bahnstrecke Boří les–Lednice. Fürst Johann II. hatte botanische Interessen. Er gründete die Höheren Obst- und Gartenbauschule in Eisgrub und das 1912 eröffnete Forschungsinstitut Mendeleum, benannt nach Gregor Mendel, der 40 Jahre zuvor die nach ihm benannten Mendelschen Regeln entdeckt hatte. Für Johann II. war Wilhelm Lauche als Gärtner tätig. Ende des 19. Jahrhunderts wurden die Parkanlagen um die beiden Schlösser in Eisgrub und Feldsberg neu gestaltet. In der Zeit vor dem Ersten Weltkrieg wurden die Gebäude in der Kulturlandschaft durch den Architekten des Fürsten, Carl Weinbrenner, noch einmal rundum instand gesetzt.
Bis zum Ende des Ersten Weltkriegs verlief die Landesgrenze zwischen Mähren und Niederösterreich unmittelbar durch die Teiche südlich von Lednice. Der Vertrag von Saint-Germain schlug das bisher zu Niederösterreich gehörende Feldsberger Land jedoch aus strategischen Gründen der Tschechoslowakei zu. Die Staatsgrenze liegt seitdem im Gegensatz zur früheren Landesgrenze nun deutlich weiter südlich. In der Bodenreform verloren die Liechtensteiner 60 % ihres Grundbesitzes.
Nach dem Anschluss Österreichs an Deutschland kam es 1938 zum Münchner Abkommen, das die Abtretung mehrheitlich deutschsprachiger Gebiete an Deutschland vorsah. Die neue, ab Anfang Oktober 1938 gültige Staatsgrenze lag nun nördlich von Lednice, womit die gesamte Kulturlandschaft nun auf deutschem Staatsgebiet lag. Teile der Bevölkerung wurden nach rassistischen Kriterien vertrieben. Während des Zweiten Weltkriegs gelang es den Liechtensteinern weitestgehend ihre Kunstsammlungen aus Südmähren (und Wien) nach Vaduz zu evakuieren. Der historische Stadtkern von Lundenburg wurde während eines Luftangriffs am 20. November 1944 weitgehend zerstört, auch Eisgrub erlitt erhebliche Schäden.
Die wiedererrichtete Tschechoslowakische Republik enteignete die Liechtensteiner nach Kriegsende aufgrund des Dekretes Nr. 108 des Präsidenten vom 25. Oktober 1945, obwohl die Liechtensteiner nach dem Wortlaut des Gesetzes keine Deutschen waren. Diese entschädigungslose Enteignung belastet das Verhältnis des Fürstentums Liechtenstein gegenüber der Tschechischen Republik bis heute. Es bestehen keine offiziellen diplomatischen Beziehungen zwischen beiden Staaten.
Die Lage der Kulturlandschaft unmittelbar am Eisernen Vorhang zog nach 1945 einerseits Verfall nach sich, verhinderte aber auch Eingriffe durch moderne Infrastruktur.

### Gegenwart
Im Dezember 1989 begann mit der Samtenen Revolution der Abriss der Grenzsperren, eine Entwicklung, die mit dem völligen Wegfall der Grenzkontrollen nach dem Schengener Abkommen 2007 einen Zustand wieder herstellte, wie er bis 1918 bestanden hatte.
1992 wurde die Kulturlandschaft zur Denkmalzone erklärt – die erste Denkmalzone in Tschechien, die eine Landschaft umfasste –, 1996 als UNESCO-Welterbe anerkannt und anschließend schrittweise in Stand gesetzt. Das Areal ist auch heute einer der größten Landschaftsparks Europas.

## Film
- Die Kulturlandschaft Lednice-Valtice. Dokumentarfilm, Deutschland, 2013, 52 Min., Buch und Regie: Eva Jobst, Moderation: Wladimir Kaminer, Produktion: MDR, Reihe: Diesseits von Eden, Erstsendung: 8. September 2013 bei arte, Inhaltsangabe von arte.